# Slag op het Koelikovo-veld
De Slag op het Koelikovo-veld (Russisch: Куликовская битва, Koelikovskaja Bitva, "Slag op het Snippenveld") was een veldslag tussen krijgsheer Mamai van de Gouden Horde en een coalitie van vorsten onder leiding van Dmitri van Moskou, die de overwinning behaalde. De slag vond plaats op 8 september 1380 op het Koelikovoveld nabij de rivier Don (nu de oblast Toela). 
In de Russische geschiedschrijving werd het voorgesteld als een overwinning van "de Russen" op "de Mongolen/Tataren", maar de politieke situatie was toen veel ingewikkelder. De veldslag vond plaats ten tijde van de Grote Troebelen, een complexe successieoorlog binnen de Gouden Horde tussen rivaliserende Mongools-Tataarse troonpretendenten met voortdurend wisselende bondgenootschappen met de door hen onderworpen noordoostelijke Roes' vorstendommen.

## Achtergrond
Moskou werd, net als vele andere Roes' gebieden, tijdens de Mongoolse invasie van het Kievse Rijk (1237–1242) veroverd door de legers van Batu Khan (kleinzoon van Dzjengis Khan) en moest tribuut betalen aan de Gouden Horde. Pogingen van Roes' vorsten om de hegemonie van de khan te verbreken werden over het algemeen hard onderdrukt. Sommige noordwestelijke staten zoals de Republiek Novgorod en het Vorstendom Polotsk wisten relatief zelfstandig te blijven, maar kwamen steeds meer onder Litouwse invloed. In het noordoosten viel het reeds in 1212 versplinterde vorstendom Vladimir-Soezdal verder uiteen door dynastieke strijd tussen rivaliserende apanages, met name Tver, Nizjni Novgorod-Soezdal en Moskou. Vanaf begin 14e eeuw gingen de khans van de Gouden Horde zich bemoeien met de troonopvolging van Vladimir als onderdeel van een verdeel en heers-politiek. Zij gaven – tegen de traditionele opvolgingspraktijken in – de titel van grootvorst van Vladimir aan het huis Daniilovitsj van Moskou, om zo tegenwicht te bieden aan het sterkere vorstendom Tver.
Tegen de tijd dat de Grote Troebelen uitbraken in 1359, was zo Moskovië een van de machtigste Roes' vorstendommen geworden. De successieoorlog binnen de Jochi-dynastie van de Gouden Horde verzwakte de Mongools-Tataarse hegemonie in de regio. Er verschenen nieuwe politieke machten, zoals het grootvorstendom Litouwen, het grootvorstendom Moskou, het grootvorstendom Rjazan en andere.
Rond 1370 was Mamai de machtigste Mongoolse krijgsheer, die naar believen marionet-khans op de troon in Saraj kon zetten en per jarlik iedere Roes' vorst die hij wilde de titel van grootvorst van Vladimir verlenen. Maar hij vond zowel Dmitri van Moskou als Michaël van Tver onbetrouwbaar: ze waren ineffectief in het innen en afdragen van belastingen in Soezdalië en te druk bezig met hun eigen militaire avonturen om hem bij te staan op het slagveld tegen andere troonpretendenten. Van 1370 tot 1375 wisselde Mamai's voorkeur tussen Tver en Moskou maar liefst 5 keer. Uiteindelijk wist Dmitri in 1375 een coalitie van vorstenlegertjes te verzamelen, Tver na 4 weken belegering te onderwerpen.en Michaël II te dwingen om hem als grootvorst van Vladimir te erkennen. Mamai weigerde deze gang van zaken te erkennen, vooral omdat Dmitri hem nog steeds geen belasting betaalde, die hij nodig had voor zijn oorlog tegen andere pretendenten. Daarom stuurde hij een leger af op Dmitri om Moskou weer in het gareel te dringen. 
In augustus 1378 werd de slag bij de Vozja uitgevochten tussen Dmitri en Mamai's commandant (murza) Begich. Dmitri won deze veldslag, waarna zijn positie sterker werd en hij andere vorstendommen bijstond. Nu had Mamai een nog groter probleem: niet alleen kwam hij geld tekort voor een leger tegen rivaal Tochtamysj, Moskou en bondgenoten dreigden nu helemaal los te komen van de Gouden Horde. De Mongoolse krijgsheer had een overwinning nodig en een hervatting van de Suzdalse tribuutbetalingen.

## De veldslag
Om wraak te nemen op de verloren veldslag aan de Vozha Rivier verzamelde khan Mamai een leger waarvan de grootte wordt geschat op 125.000 tot 300.000 man. Dmitri trok met 80.000 tot 150.000 man zijn tegenstander tegemoet. Bij de Don kwam het tot een treffen.
De veldslag werd voorafgegaan door een man-tegen-mangevecht van een Roes' en een Mongoolse strijder. Die laatste werd hierbij van zijn paard gestoten en dat werd als een gunstig voorteken gezien door de coalitietroepen van Dmitri. De slag die volgde, duurde drie uur. Aanvankelijk wist Mamai de overhand te krijgen, mede dankzij zijn numerieke overwicht. Toen de linies van het door Moskou geleide verbond dreigden ineen te storten, kwam de Roes' cavalerie tevoorschijn. De Mongoolse troepen werden verrast, er brak paniek uit, en tienduizenden strijders werden op hun vlucht gedood door Dmitri's cavalerie. De Litouwse bondgenoten van Mamai's Mongoolse strijdkrachten kwamen te laat opdagen om nog deel te nemen aan het gevecht. Bij het nieuws dat de krijgsheer het onderspit had gedolven keerden zij onverrichter zake naar huis. Mamai ontsnapte naar de Krim.

## Nasleep

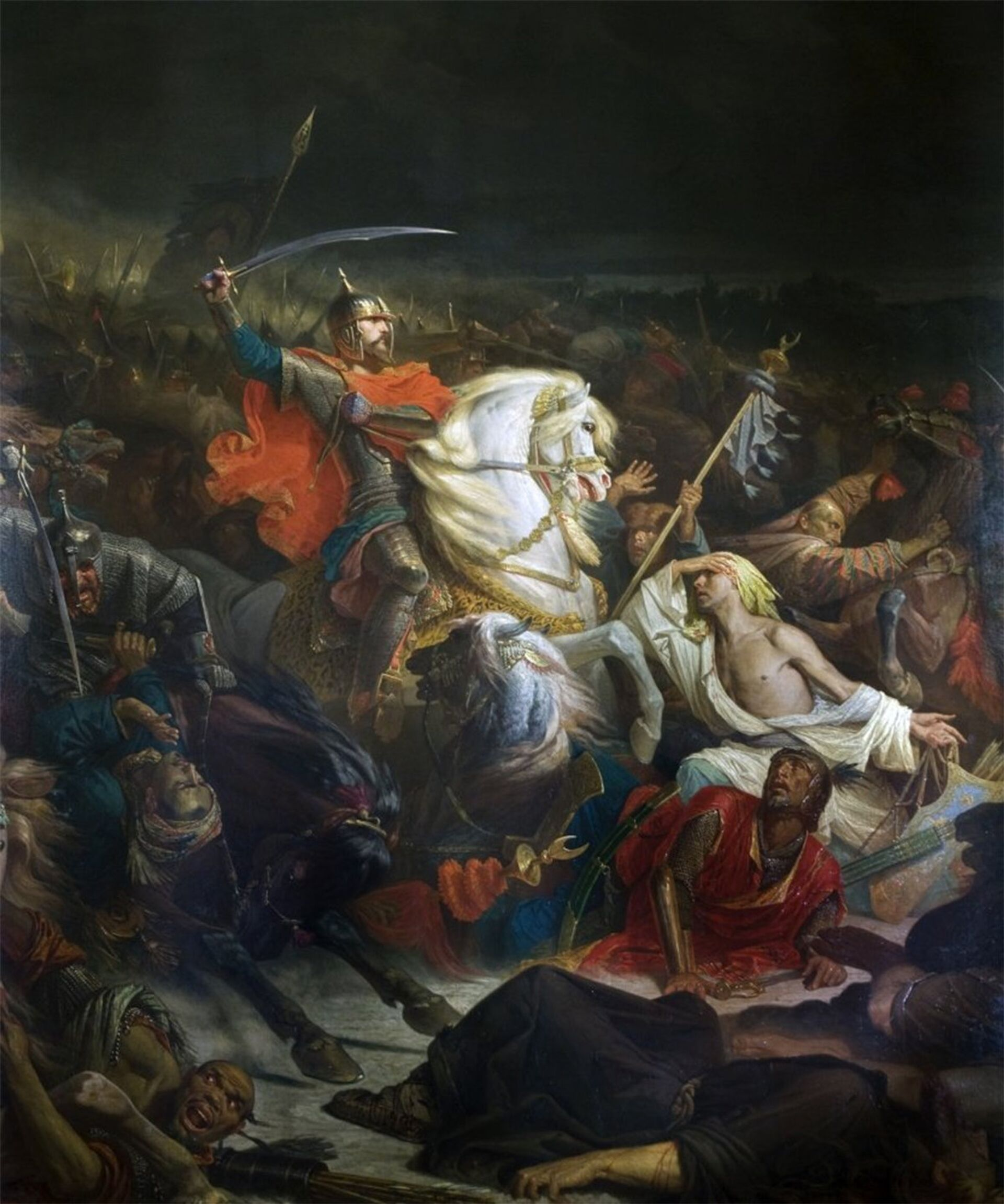
La Bataille de Koulikovo (1849), fantasieschilderij van Adolphe Yvon dat in het Grote Kremlinpaleis hangt

Na deze verpletterende nederlaag van Mamai's factie wist een andere Mongoolse factie van Tochtamysj de Gouden Horde weer te verenigen door Mamai definitief te verslaan bij de Kalka (1381). Daarna werd Mamai ofwel door Tochtamysj geëxecuteerd, ofwel elders op de Krim vermoord. In 1381 plunderde Tochtamysj de opstandige Roes' vorstendommen en in 1382 vluchtte Dmitri Donskoj toen het leger van Tochtamysj en zijn Roes' bondgenoten Moskou belegerden en platbrandden. Hierna bevestigden de Roes' vorsten weer hun status als vazallen onderworpen aan de khan van de Gouden Horde.
Volgens traditionele interpretaties was de veldslag 'als de moedige standhouding van een energieke ambitieuze jonge vorst die, na de Russische vorsten verenigd te hebben, hen aanvoerde tegen hun gemeenschappelijke vijand, Mamai, in een dappere poging om het onderdrukkende Tataarse juk af te werpen.' Feitelijk veranderde er echter niet zo veel: alle Roes' vorsten zwoeren weer gehoorzaamheid aan khan Tochtamysj; Dmitri werd weliswaar erkend als grootvorst van Vladimir, maar moest zelf zijn onderwerping aan de khan bevestigen en zelf meer belasting betalen dan onder Mamai.